# Edward Connelly
Edward Connelly (30 de diciembre de 1859 – 21 de noviembre de 1928) fue un actor teatral y cinematográfico de nacionalidad estadounidense, activo en la época del cine mudo. 

## Biografía
Nacido en Nueva York, su nombre completo era Edward J. Connelly. Debutó como actor teatral en 1883, y trabajó principalmente en giras, representando obras teatrales y piezas de vodevil. Actuó en el circuito de Broadway, en Nueva York, a partir de 1900, participando en una comedia musical, una revista, dos operetas y cuatro piezas teatrales. Su trayectoria en Broadway se cerró en 1918 con El pato silvestre, de Henrik Ibsen, actuando junto a Lionel Atwill y Alla Nazimova.
Se inició en el cine en 1914 con A Good Little Devil, de Edwin S. Porter, adaptación de la pieza del mismo nombre que él había representado en Broadway en 1913 con Mary Pickford y Ernest Truex, repitiendo los tres actores sus papeles. En total, Edward Connelly actuó en unas 70 producciones cinematográficas, todas ellas durante la época del cine mudo, y la mayoría producidas por Metro-Goldwyn-Mayer. Su último film, rodado en 1928, se estrenó al año siguiente, unos meses después de su muerte.
Entre sus películas más destacadas figuran The Four Horsemen of the Apocalypse (1921, con Rodolfo Valentino y Alice Terry) y The Prisoner of Zenda (1922, con Lewis Stone y Alice Terry), ambas dirigidas por Rex Ingram, The Merry Widow de Erich von Stroheim (1925, con Mae Murray y John Gilbert), Bardelys the Magnificent de King Vidor (1926, con John Gilbert y Eleanor Boardman), o The Mysterious Lady de Fred Niblo (1928, con Greta Garbo y Conrad Nagel).
Edward Connelly falleció en 1920 en Hollywood, California, a causa de la gripe. Fue enterrado en el Cementerio Hollywood Forever, en Hollywood.

## Teatro (selección)
- 1900 : The Belle of New York, de Gustav Kerker y Hugh Morton
- 1903-1904 : Babette, de Victor Herbert y Harry B. Smith
- 1904 : Bird Center, de Glen MacDonough
- 1906 : Twiddle-Twaddle, de Maurice Levi y Edgar Smith, con Marie Dressler
- 1909-1910 : The Dollar Princess, de Leo Fall, Alfred Maria Willner y Fritz Grünbaum, adaptada por George Grossmith Jr.
- 1913 : A Good Little Devil, de Rosemonde Gérard y Maurice Rostand, adaptación de Austin Strong, con Mary Pickford, Ernest Truex, Etienne Girardot y Lillian Gish
- 1918 : El pato silvestre, de Henrik Ibsen, con Lionel Atwill, Alla Nazimova y Amy Veness

## Selección de su filmografía
- 1914 : A Good Little Devil, de Edwin S. Porter
- 1915 : The Devil, de Reginald Barker y Thomas H. Ince
- 1915 : Marse Covington, de Edwin Carewe
- 1917 : The Great Secret, de Christy Cabanne
- 1917 : The Fall of the Romanoffs, de Herbert Brenon
- 1918 : Toys of Fate, de George D. Baker
- 1919 : The Parisian Tigress, de Herbert Blaché
- 1919 : False Evidence, de Edwin Carewe
- 1919 : The Red Lantern, de Albert Capellani
- 1919 : The Lion's Den, de George D. Baker
- 1919 : The World and Its Woman, de Frank Lloyd
- 1919 : In Old Kentucky, de Marshall Neilan
- 1920 : Cinderella's Twin, de Dallas M. Fitzgerald
- 1920 : Shore Acres, de Rex Ingram
- 1920 : The Saphead, de Herbert Blaché
- 1920 : The Willow Tree, de Henry Otto
- 1921 : The Conquering Power, de Rex Ingram
- 1921 : Camille, de Ray C. Smallwood
- 1921 : The Four Horsemen of the Apocalypse, de Rex Ingram
- 1921 : The Last Card, de Bayard Veiller
- 1922 : Red Hot Romance, de Victor Fleming
- 1922 : Seeing's Believing, de Harry Beaumont
- 1922 : The Prisoner of Zenda, de Rex Ingram
- 1922 : Quincy Adams Sawyer, de Clarence G. Badger
- 1923 : Slave of Desire, de George D. Baker
- 1923 : Her Fatal Millions, de William Beaudine
- 1923 : Desire, de Rowland V. Lee
- 1923 : Scaramouche, de Rex Ingram
- 1924 : Sinners in Silk, de Hobart Henley
- 1924 : Revelation, de George D. Baker
- 1924 : The Goldfish, de Jerome Storm
- 1924 : The Beauty Prize, de Lloyd Ingraham
- 1925 : The Unholy Three, de Tod Browning
- 1925 : The Only Thing, de Jack Conway
- 1925 : The Merry Widow, de Erich von Stroheim
- 1925 : The Denial, de Hobart Henley
- 1925 : Sun-Up, de Edmund Goulding
- 1925 : The Tower of Lies, de Victor Sjöström
- 1926 : Torrent, de Monta Bell
- 1926 : Brown of Harvard, de Jack Conway
- 1926 : Bardelys the Magnificent, de King Vidor
- 1927 : Love, de Edmund Goulding
- 1927 : The Student Prince in Old Heidelberg, de Ernst Lubitsch y John M. Stahl
- 1927 : Winners of the Wilderness, de W. S. Van Dyke
- 1927 : The Show, de Tod Browning
- 1927 : Lovers ?, de John M. Stahl
- 1928 : Across to Singapore, de William Nigh
- 1928 : Forbidden Hours, de Harry Beaumont
- 1928 : The Mysterious Lady, de Fred Niblo
- 1928 : Brotherly Love, de Charles Reisner
- 1929 : The Desert Rider, de Nick Grinde

## Galería fotográfica

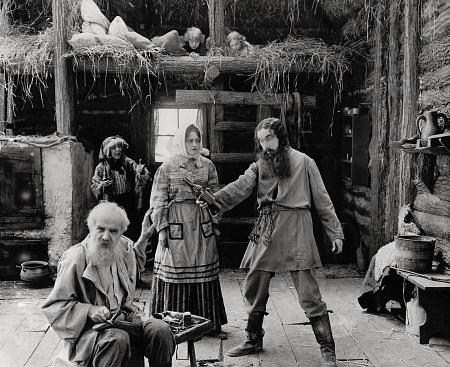
Connelly en The Fall of the Romanoffs (1917), a la derecha, como Rasputín
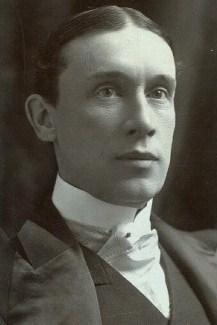
Connelly hacia 1906
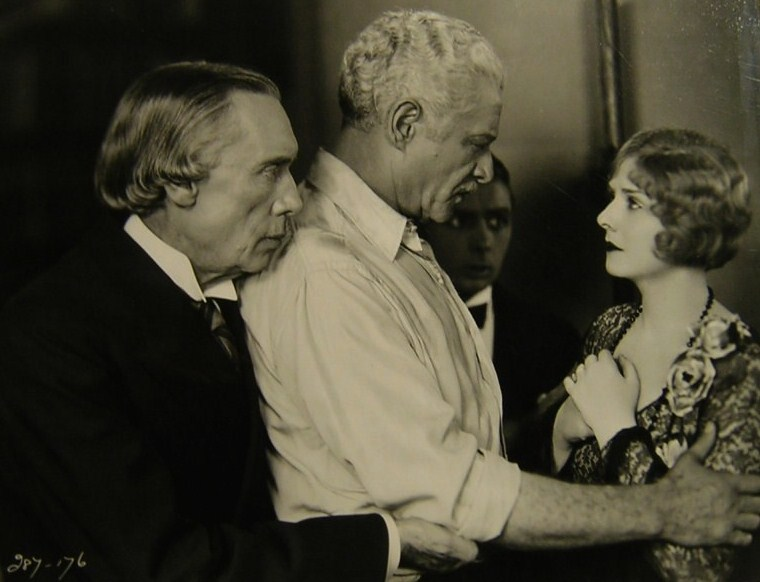
Connelly (izq.) con Lewis Stone y Alice Terry en The Prisoner of Zenda (1922)
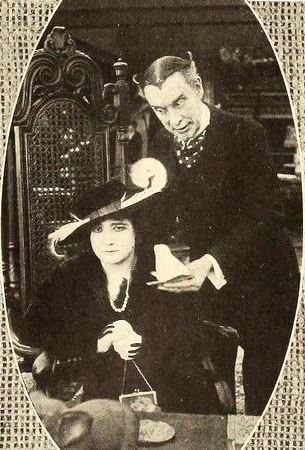
Escena de The Devil (1915), con Edward Connelly y Clara Williams
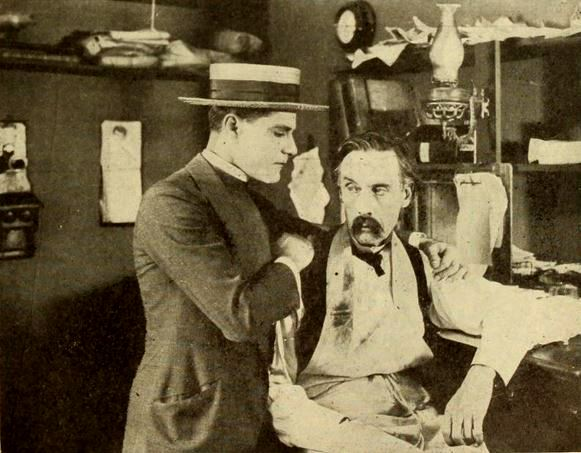
Escena de The Lion's Den (1919), con Bert Lytell y Edward Connelly